# Municipio de Stena
El municipio de Stena (en inglés: Stena Township) es un municipio ubicado en el condado de Marshall en el estado estadounidense de Dakota del Sur. En el año 2010 tenía una población de 192 habitantes y una densidad poblacional de 2,05 personas por km².

## Geografía
El municipio de Stena se encuentra ubicado en las coordenadas 45°47′55″N 97°54′23″O / 45.79861, -97.90639. Según la Oficina del Censo de los Estados Unidos, el municipio tiene una superficie total de 93.69 km², de la cual 93,15 km² corresponden a tierra firme y (0,58 %) 0,55 km² es agua.

## Demografía
Según el censo de 2010, había 192 personas residiendo en el municipio de Stena. La densidad de población era de 2,05 hab./km². De los 192 habitantes, el municipio de Stena estaba compuesto por el 99,48 % blancos y el 0,52 % eran de una mezcla de razas. Del total de la población el 0 % eran hispanos o latinos de cualquier raza.